# Frithiof Mårtensson
Folke Frithiof Martens Mårtensson (ur. 19 maja 1884 w Eslöv. zm. 20 czerwca 1956 w Sztokholmie) – szwedzki zapaśnik.
Wygrał rywalizacjed w stylu klasycznym w wadze średniej  na letnich igrzyskach olimpijskich w 1908 w Londynie i w wadze ciężkiej na mistrzostwach Europy w 1909 w Malmö.